# Tlaxixinca
Tlaxixinca är en ort i Mexiko.   Den ligger i kommunen Axutla och delstaten Puebla, i den sydöstra delen av landet, 160 km sydost om huvudstaden Mexico City. Tlaxixinca ligger 1 011 meter över havet och antalet invånare är 118.
Terrängen runt Tlaxixinca är huvudsakligen kuperad, men åt sydväst är den platt. Runt Tlaxixinca är det ganska tätbefolkat, med 80 invånare per kvadratkilometer. Närmaste större samhälle är Tulcingo de Valle, 9,2 km söder om Tlaxixinca. I omgivningarna runt Tlaxixinca växer huvudsakligen savannskog.